# Tænkeboks (terningspil)
 For alternative betydninger, se Tænkeboks. (Se også artikler, som begynder med Tænkeboks)
Snyd, også kaldet Løgn, Tænkeboks eller Vejen til Viborg, er et terningspil for to eller flere  deltagere. Hver spiller har et raflebæger og mindst én terning, dog typisk seks terninger. Spillet går ud på at komme af med sine terninger, og taberen er den der til sidst sidder tilbage med terninger. Spillet indeholder meget taktik, og i spillet er der ligeledes gode muligheder for at bluffe (dvs. melde noget som man ikke er stærk i). Det behøves dermed ikke at være 1,2,3,4 for at få en såkaldt trappe.

## Beskrivelse
I tænkeboks er det afgørende, hvor mange der er med, for man skal nemlig gætte, hvor mange ens terninger der er, og evt. også hvilken slags der er det antal ens af. Ved hver tur siges det højt, hvor mange terninger der er med. Når en tur er afsluttet må alle, på nær den der har taget fejl, lægge en terning væk, og derved bliver det samlede antal terninger reduceret. Meldingerne går med uret rundt. For at finde ud af hvem der skal starte det første spil, kan der evt. slås om, hvem der har den største sum terningeøjne. I de efterfølgende spil er det taberen af det sidste spil, der starter.
Når det er ens tur til at melde, skal man først vurdere, om man tror den sidstnævnte melding er "sand" eller ej. Hvis man ikke tror, at meldingen var sand, skal man løfte sit bæger (mere om hvad der så sker senere). Hvis man derimod tror, at meldingen er sand, skal man overbyde meldingen ved at sige en højere melding. Man har her mulighed for at sige, at der er 1, 2, 3, 4, 5, 6, 7 osv. af én hvilken som helst slags. Dernæst kan man yderligere vælge at sætte en benævnelse på ved at vælge, at slagsen er enten 2'ere, 3'ere, 4'ere, 5'ere eller 6'ere (1'ere tæller for en hvilken som helst slags og kan derfor ikke meldes – mere herom senere).
Hvis man eksempelvis skal overbyde meldingen fire af én hvilken som helst slags, kan man melde fire 2'ere, fire 3'ere, fire 4'ere, fire 5'ere, fire 6'ere, fem af én slags, fem 2'ere osv.
Når en spiller på et tidspunkt ikke længere ønsker at overbyde en melding, skal denne blot løfte sit bæger, hvorefter alle andre også løfter sit bæger, og dermed tjekkes det, om det var den med meldingen, eller den der ikke troede på meldingen, der havde ret. Den der tager fejl, må modsat alle andre deltagere, IKKE lægge en terning fra – til gengæld må den der tager fejl melde først i næste tur. Taberen er den der til sidst sidder tilbage med terninger. 
Ved afgørelsen af hvilken spiller der har ret, skal det bemærkes, at 1'ere kan tælle for hvilken som helst af de fem slags (2'ere, 3'ere, 4'ere, 5'ere eller 6'ere). F.eks. hvis en spiller har fire terninger som består af en 1'er, to 3'ere og en 6'er, så tæller det som en 2'er, tre 3'ere, en 4'er, en 5'er og to 6'ere.
Specielle regler: – Kombinationer ("ekstra" terning)! Når spillerne er blevet fortrolige med spillet, kan der med fordel tillades kombinationer i spillet. En kombination – kaldet "striben", trappen eller en jernhånd – foreligger hvis alle terningerne hos en spiller er fra 1 og opefter. Dvs.:
- Kombination hos en spiller med fire terninger: 1, 2, 3 og 4. Tæller som fem af en hvilken som helst slags – dvs. det samme som fem 1'ere ville have talt, hvis man havde haft mindst fem terninger.
- Kombination hos en spiller med tre terninger: 1, 2, og 3. Tæller som fire af en hvilken som helst slags – dvs. det samme som fire 1'ere ville have talt, hvis man havde haft mindst fire terninger.
- Kombination hos en spiller med to terninger: 1 og 2. Tæller som tre af en hvilken som helst slags – dvs. det samme som tre 1'ere ville have talt, hvis man havde haft mindst tre terninger.
- Kombination hos en spiller med en terning: 1 alene. Tæller som to af en hvilken som helst slags – dvs. det samme som to 1'ere ville have talt, hvis man havde haft mindst to terninger.

Kombinationer betyder, at hvis der eksempelvis er tre spillere med fire terninger hver (dvs. 12 terninger i alt), så er den højeste melding der kan meldes femten 6'ere, da det vil være der i tilfælde, hvor alle tre spillere har en kombination (dvs. hver spiller har fire af en hvilken som helst slags). Hvis der f.eks. kun er to spillere med hver én terning tilbage (dvs. to terninger i alt), så vil det på tilsvarende vis være fire 6'ere, som er den højeste mulige melding. En sådan melding vil være sand, hvis begge spillere har en 1'er (dvs. hver spiller har to af hvilken som helst slags).

## Taktik
Realistiske meldinger er som en tommelfingerregel cirka halvdelen af det antal terninger, der i alt er med i spillet, men dog typisk lidt lavere, hvis meldingen er med benævnelse. Hvis der eksempelvis er 4 deltagere med 4 terninger hver (dvs. 16 terninger i alt), kan der meldes syv af en slags med en benævnelse eller otte af en hvilken som helst slags. Hvor højt der bør meldes afhænger blandt andet af, om der er mange 1'ere inde, om der er kombinationer, og i hvor høj grad der bliver bluffet.

## Viborgtur
Når tænkeboks spilles som turnering, spilles der i hver runde 4 spil ved borde med 4 spillere. Typisk spiller man om 4 kapsler, der hver symboliserer ét tabt spil. Efter de 4 runder gøres antallet af kapsler op. Hvis 2 spillere står lige, så ”går man til Viborg” for at få afgjort spillet. Udtrykket ”at gå til Viborg” er gammelt og kommer af, at det var på tingstedet i Viborg tingene blev afgjort i gamle dage. Det afgøres altså på en ”Viborgtur”, hvem der går videre. Der kan der gå 1 eller 2 spillere videre til næste runde, alt efter, hvordan det passer med antallet af borde. Er der f.eks. 16 spillere i første runde, kan man sende 2 spillere fra hvert bord videre til en mellemrunde eller én spiller fra hvert bord videre til en direkte finale.

## Terminologi
Et terningspil er ikke et rigtigt terningspil hvis ikke det har sin egen terminologi. Tænkeboks har naturligvis også en.
1'er: joker
2'er: de små
3'er: de skrå
4'er: lujer
5'er: møller
6'er: de store
En trappe: en kombination (som er defineret i beskrivelses afsnittet under specielle-regler).
At tomle: når man ruller terninger for at få et bedre slag.

## Eksterne link
- Tænkeboks regler Arkiveret 1. december 2007 hos  Wayback Machine
- Løgn regler